# دوري سانت كيتس ونيفيس لكرة القدم 2015-16
دوري سانت كيتس ونيفيس لكرة القدم 2015-16 هو الموسم 33 من دوري سانت كيتس ونيفيس لكرة القدم. كان عدد الأندية المشاركة فيه 10، وفاز فيه Cayon Rockets ‏.